# 소닉 유스의 음반 목록
미국 록 밴드 소닉 유스의 음반 목록은 정규앨범 15개, EP 7개, 컴필레이션 앨범 3개, 영상 음반 7개, 싱글 21개, 뮤직비디오 46개, 소닉 유스 레코딩(SYR) 시리즈 9개, 공식 부틀렉 8개로 구성되어 있고, 그 외 16개 사운드트랙 및 다른 컴필레이션 음반에 이들의 곡이 실렸다.
1981년, 소닉 유스는 네트랄 레코드와 계약하였고, 다음 해 동명의 EP 《Sonic Youth》를 발매한다. 밴드의 첫 번째 정규앨범은 1983년 발매한 《Confusion Is Sex》다. 같은 해 독일의 음반사 젠서 레코드에서 《Kill Yr Idols》가 발매되었다. 2년 후 소닉 유스를 위해 특별히 만들어진 레이블인 블래스트 퍼스트라는 곳에서 《Bad Moon Rising》을 발매했다. 1986년, 소닉 유스는 SST 레코드와 계약하며 같은 해 《EVOL》을 발매한다. 이 앨범은 밴드에게 평단에서의 더 많은 노출과 찬사를 얻게 했으며, 그룹은 《Sister》와 더블 LP 《Daydream Nation》을 1987년과 1988년에 각각 발매했고, 후자는 에니그마 레코드에서 발매했다.
1990년, 밴드는 메이저 레이블인 DGC 레코드와 계약했고, 같은 해 《Goo》를 발매했다. 밴드는 1991년 당시 좀 덜 알려진 밴드였던 너바나와 투어를 돌며 이는 다큐멘터리 《1991: The Year Punk Broke》에 드러난다. 1992년, 소닉 유스는 《Dirty》를 발매했다. 2년 후, 그룹은 《Experimental Jet Set, Trash and No Star》를 발매하고, 이듬해 《Washing Machine》을 발매한다.
장비들과 악기들을 도둑맞고 나선 처음부터 다시 시작해야 했는데, 밴드는 2000년에 《NYC Ghosts & Flowers》를 발매했다. 2002년 여름에 소닉 유스는 《Murray Street》을, 2004년엔 《Sonic Nurse》를 잇따라 발매했다. 《Rather Ripped》와 《The Destroyed Room: B-sides and Rarities》를 2006년에 발매했고, 후자의 경우 오직 바이닐에서만 제공되는 트랙들이 있었으며, 한정판 컴필레이션 앨범에 있던 곡이나, 국제판 싱글에 실린 B사이드, 또는 이전에 만들어둔 미공개 곡들이 포함되었다. 《The Eternal》이 3년 후인 2009년에 발매되었다.